# أحمد السمرة
أحمد السمرة (17 مارس 1913 - 18 ديسمبر 1991) هو شاعر غنائي وكاتب أغاني مصري.

## حياته ونشأته
ولد أحمد علي محمد السمرة في يوم 17 مارس عام 1913، بحي رأس التين بالإسكندرية، من أسرة متوسطة الحال كان أبوه شيخ من مشايخ الصوفية، ربطتها صداقة قوية بالشيخ سلامة حجازي، وكانت الأم مغربية الأصل، قدمت له الكثير من السيرة الشعبية، مما أثري خياله وشجعه علي الشعر الغنائي، وكان للإنشاد والذكر دور كبير في تنمية مواهبه الشعرية منذ طفولته.، حصل علي درجة بكالوريا في الحقوق من جامعة الإسكندرية. درس الموسيقي علي يد الملحن محمد فخري مما يجعله يبرع في كتابة الشعر بأنواعه، وقد أرتبط بجماعة شعراء الشلالات.

## مسيرته[6]
- شغل منصب رئيس الشئون القانونية بعد التخرج بإدارة مرور الاسكندرية.
- بدأ الشاعر حياته الشعرية رومانسياً، وانتهى إلى الشعر الإسلامي بما في شعره من وعظ وتعليم وتقرير مما أكتسبه في طفولته، وفي المرحلتين حافظ على الشكل العمودي للقصيدة.
- عمل محررا بجريدة السفير، وأصدر صفحته الأدبية الأسبوعية «كيفما أتفق» ونشر فيها أشعاره ومقالاته والكتب والقصة القصيرة والمقال.
- أجتمع مع الكثير من مثقفي ومبدعي الإسكندرية علي رصيف الشارع الذي تقع فيه جريدة السفير مساء كل خميس يتبادلون الشعر والأدب والفن.[7]
- كان له دور كبير في نشر الثقافة، فهو من مؤسسي أندية الأدب في قصور الثقافة بالإسكندرية، وقصور الثقافة الاجنبية.
- تخرج علي يديه الكثير من الشعراء الذين فرضوا مكانتهم وعبقرياتهم علي مستوي البلاد العربية كلها.
- صاحب ثاني صالون أدبي في الإسكندرية بعد علي حسن حمودة.
- أجاد اللغتين الإنجليزية والفرنسية وترجم قصائد كثيرة منهما الي العربية، وأسس جماعة الفن والفكر مع ممدوح العربي.
- كتب لجريدتي الدفاع والأهرام والسفير ومجلات الهلال والكاتب والشعر ولصحافة الإسكندرية في جريدة السفير.
- تعامل مع كبار ملحني مصر، ومنهم :

1. خليل المصري ولحن له أغاني: عديني يا معداوي وإن كانوا بيقولوا أنا هنت والدنيا بهجة غناء عباس البليدي.
2. أغنية يا زارع بستانك نور غناء محمد الصغير. ونعيم حبك غناء كارم محمود ويا غدارين بالهوي غناء عائشة حسن.
3. لحن له فؤاد حلمي أغنية صحبة الورد غناها عبد الحليم حافظ والدنيا جمال غناء نجاح سلام .
4. لحن له محمد غنيم يا أبو سنة دهب لولي غناها عبد الحليم حافظ، والقسمة والمقدر رموني في سكتك والحب عليه مقدر وبقيت من قسمتك غناء عبد الرزاق إبراهيم والبستان غناء عزت عوض الله.
5. لحن له عبد الحميد توفيق زكي بدلتي الزرقاء غناها عبد الحليم حافظ.

- أعطي للمسرح اهتماما خاصا، فقد كتب مسرحيتين «ساق من ذهب»: دار لوران، الإسكندرية 1980، و«رئبال»: مؤسسة شباب الجامعة بالإسكندرية 1985.

## الإنتاج الشعري[8]
- - له ديوانان: «أنسام وأنغام»: هيئة الفنون والآداب بالإسكندرية 1966، وقصائد إسلامية: مؤسسة شباب الجامعة بالإسكندرية 1986.